# Jiří Trnka
Jiří Trnka (Pilsen, 24 de febrer de 1912 - Praga, 30 de desembre de 1969) va ser un il·lustrador, escenògraf i director de pel·lícules d'animació txec.
És reconegut per la tècnica de pas a pas o stop-motion. Als 11 anys va començar a col·laborar amb Josef Skupa, director del teatre de titelles de Plzen, i el 1936 va crear el seu propi espectacle. Acabada la Segona Guerra Mundial, va establir una unitat d'animació al Film Studio de Praga i, al llarg de la seva vida, va continuar dedicant-se a il·lustrar llibres de contes i a fer decorats per al teatre o per als seus films. Se l'ha anomenat "el Walt Disney de l'Est" tot i que, a diferència de les del creador americà, les seves pel·lícules són per a adults i esdevenen un referent fonamental en la indústria de l'animació que assoliren els països de l'Europa de l'Est. Enfront de la producció americana, l'animació de factura txeca es basa sobretot en l'animació d'objectes i també en una temàtica molt més profunda. Va rebre la Medalla Hans Christian Andersen per a il·lustradors l'any 1968, reconeixent la seva contribució professional a la literatura infantil.

## Filmografia

### Curtmetratges
- Zasadil dědek řepu (L’avi va plantar una remolatxa,[1] 1 gener 1945). Animació.
- Pérák a SS (El saltador i els homes de la SS,[1] 20 desembre 1946). Animació.
- Dárek (12 setembre 1947). Animació.
- Zvířátka a Petrovští (12 setembre 1947). Animació.
- Román s basou (Història del contrabaix,[1] 1 gener 1949).
- Čertův mlýn (1 gener 1949).
- Árie prérie (1949).
- O zlaté rybce (1 gener 1951). Animació.
- Veselý cirkus  (1 gener 1951).
- Dva mrazíci (1 gener 1954)
- Cirkus Hurvínek (1 gener 1955).
- Proč UNESCO? (1 gener 1958). Animació.
- Vášeň (La Passió,[4] 1 gener 1962).
- Kybernetická babička (L'àvia cibernètica,[1] 1 gener 1962).
- Archanděl Gabriel a paní Husa (L’arcàngel Gabriel i la senyora Oca,[1] 1 gener 1964).
- Ruka (La mà,[1] 26 octubre 1965).

### Llargmetratges
- Špalíček (13 desembre 1947)[5]
- Císařův slavík (L’emperador i el rossinyol,[1] 15 abril 1949)
- Bajaja (26 gener 1950)
- Staré pověsti české (Velles llegendes txeques, 10 setembre 1953)
- Dobrý voják Švejk (1 gener 1955)
- Sen noci svatojánské (El somni d'una nit d'estiu,[1] 25 setembre 1959)

### Premis
- Curtmetratge de l'any de Cannes per a Zvířátka a Petrovští (1946)